# Anthony Rizzo
Anthony Vincent Rizzo (Parkland, Florida, 8 de agosto de 1989) es un beisbolista profesional estadounidense, que juega en la primera base de los New York Yankees, de las Grandes Ligas de Béisbol (MLB). Anteriormente fue parte de los San Diego Padres y de los Chicago Cubs. Fue tres veces convocado para el Juego de Estrellas. Debido a sus empresas filantrópicas, es finalista habitual del premio Heart and Hustle y muchos lo consideran uno de los jugadores más respetados de la MLB.
Rizzo fue seleccionado por los Boston Red Sox, en la sexta ronda del draft de la MLB de 2007, y se convirtió en uno de los principales prospectos de ligas menores en la organización. Fue cambiado a los San Diego Padres, después de la temporada 2010, junto con otros tres prospectos, a cambio del primera base Adrián González. Hizo su debut en la MLB, en el 2011, con San Diego. Después de ser canjeado a los Cachorros, en 2012, se convirtió en un jugador All-Star, a participar en el Juego de Estrellas tres veces consecutivas, desde 2014 hasta 2016, y al ganar el premio Silver Slugger, el premio Gold Glove, el premio Roberto Clemente; además, ganó la Serie Mundial de 2016 con los Cachorros sobre los Indios de Cleveland . Los Cachorros lo cambiaron a los Yankees durante la temporada 2021.

## Carrera profesional

### Boston Red Sox
Rizzo fue seleccionado por Boston en la sexta ronda del draft de 2007, procedente de Marjory Stoneman Douglas High School, en Parkland, Florida. Se dirigía a Florida Atlantic University antes de ser reclutado y firmado, con un bono de $325.000. Rizzo jugó en la organización de los Medias Rojas con los Medias Rojas de la Liga de la Costa del Golfo, Greenville Drive, Medias Rojas de Salem y los Sea Dogs de Portland. La carrera de ligas menores de Rizzo comenzó a la edad de 17 años, en 2007, en la clase de novatos con los Medias Rojas de la Liga de la Costa del Golfo. En solo 21 turnos al bate, alcanzó cifras ofensivas de .286/.375/.429 con 1 jonrón y 3 carreras impulsadas. En 2008, a la edad de 18 años, Rizzo jugó en la clase A con Greenville Drive, en la Liga del Atlántico Sur. En 83 turnos, bateó .373/.402/.446 con 0 jonrones y 11 impulsadas. Rizzo conectó 12 cuadrangulares en 2009. En 2010, bateó un promedio combinado de .260 con un porcentaje de embasado (OBP) de .334 y un porcentaje de slugging (SLG) de .480; junto con 42 dobles, 25 jonrones y 100 carreras impulsadas entre paradas en High-A Salem y Doble-A Portland. Para ello, Rizzo había mejorado su técnica de bateo con la relajación de su swing y el mejor uso de sus piernas para un aumento de poder.

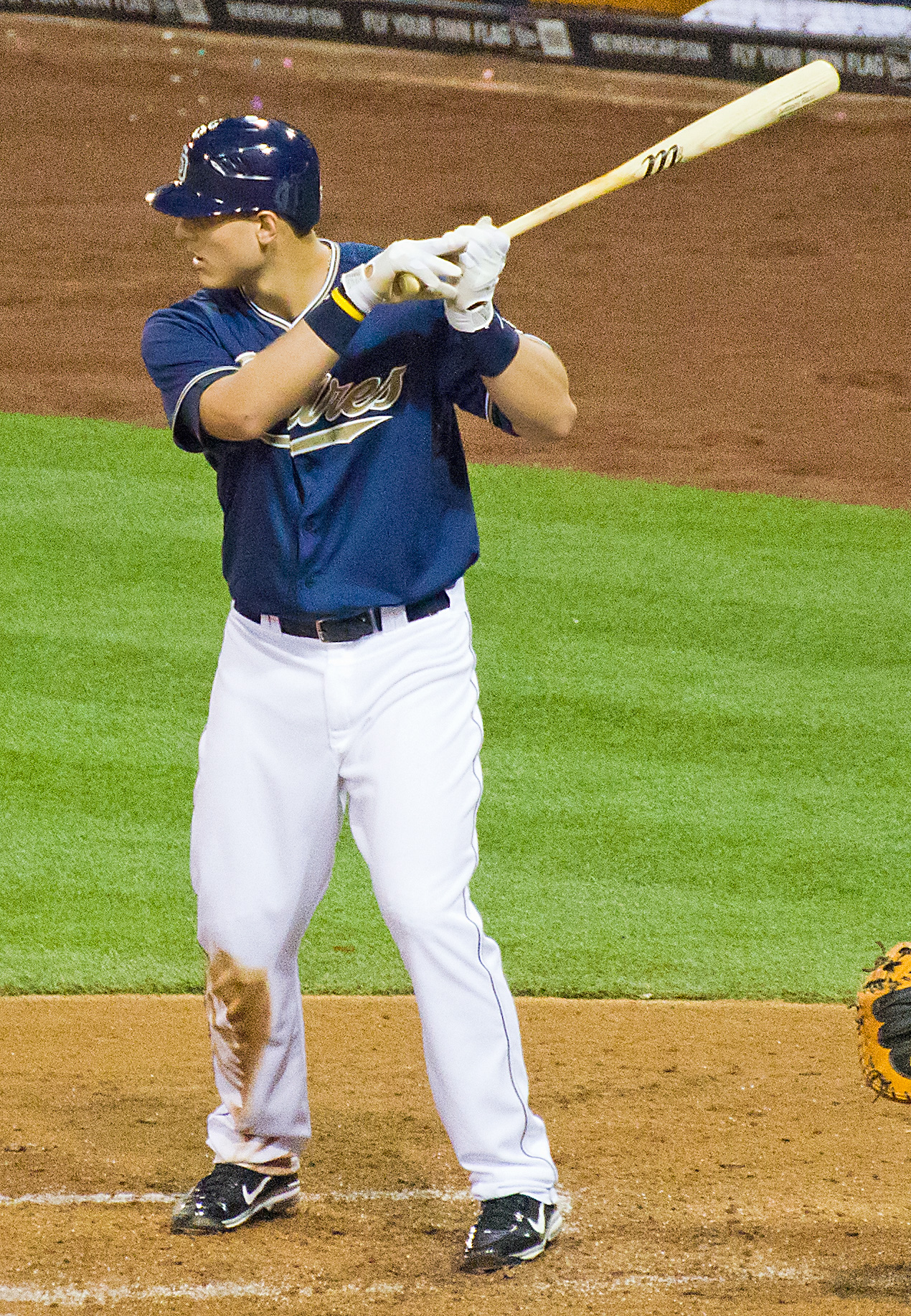
Rizzo bateando para los Padres de San Diego en 2011

El 6 de diciembre de 2010, Rizzo fue cambiado, junto con Casey Kelly, Reymond Fuentes y Eric Patterson, a los Padres por el primera base y tres veces All-Star, Adrián González. Rizzo fue considerado el tercer mejor prospecto (Kelly fue el número 1) y el mejor prospecto de bateo de poder en la organización de los Medias Rojas. Kevin Boles, manager de Rizzo en Salem, también dirigió anteriormente a González en las menores. Boles dijo: "Rizzo me recuerda mucho a Adrián González. . . Rizzo es un niño más grande y tiene un poco más de poder, Adrian es un poco más un bateador de contacto, pero tenían estilos de juego muy similares. Pensamos muy bien en Anthony Rizzo. Va a ser un gran jugador". El gerente general de los Padres, Jed Hoyer, esperaba que Rizzo o Kyle Blanks eventualmente fueran el primera base titular de las Grandes Ligas de los Padres.
Los Padres invitaron a Rizzo a su campamento de Grandes Ligas para el entrenamiento de primavera de 2011. Comenzó ese año en Triple-A, con los Padres de Tucson. En sus primeros 15 juegos, Rizzo bateó .452 con 6 jonrones y 24 carreras impulsadas. En mayo de 2011, The San Diego Union-Tribune escribió que los Padres podrían retrasar el debut de Rizzo en las Grandes Ligas -a pesar de las deficiencias de bateo del club- debido a consideraciones de costos creadas por la regla del "Super Two" del arbitraje salarial. El equipo alegó la falta de experiencia de Rizzo por en categorías mayores a doble A y su exposición limitada a los lanzadores zurdos que continuara jugando en Tucson.
Rizzo fue llamado a las mayores luego de batear .365 con un OPS de 1.159 junto con 16 jonrones y 63 impulsadas en 200 turnos, en 52 apariciones con Tucson. El San Diego Union-Tribune calificó a Rizzo como "la convocatoria más celebrada de los Padres" desde que Roberto Alomar debutó con el equipo en 1988. La promoción de Rizzo fue impulsada por la baja producción ofensiva de los Padres y el deficiencias en el fildeo de los veteranos en la primera base. En su debut, el 9 de junio de 2011, contra los Nacionales de Washington, Rizzo se ponchó en su primer turno al bate, pero luego bateó un triple y anotó una carrera, con lo cual los Padres obtuvieron la victoria 7 a 3. Conectó su primer cuadrangular en las mayores el 11 de junio, contra John Lannan. Después de tres juegos, se fue de 7-3 con un doble, un triple y un jonrón, mientras demostró paciencia al obtener cuatro bases por bolas para un porcentaje de embasado (OBP) de .667. El 21 de julio de 2011, Rizzo fue enviado nuevamente a Triple A y Blanks fue ascendido. Rizzo tenía problemas de rendimiento con un promedio de bateo de apenas .143 y 1 jonrón, ponchándose 36 veces en 98 turnos al bate. Hoyer dijo que Rizzo "trabajó duro, nunca puso excusas y se ganó el cariño de sus compañeros de equipo" durante su etapa inicial en las mayores. Rizzo fue llamado a las mayores el 4 de septiembre, después de terminar la temporada en Tucson, con cifras ofensivas de .331 con 26 vuelacercas y 101 empujadas en 93 juegos. Terminó su primera temporada en San Diego bateando solo .141 con 46 ponches en 128 turnos. Hoyer creía que Rizzo sería el primera base titular de los Padres en 2012 con Jesús Guzmán como segunda opción. Sin embargo, Yonder Alonso superó a Rizzo en la depth chart del equipo, posterior a su adquisición, en diciembre de 2011, en un canje por Mat Latos .

### Chicago Cubs

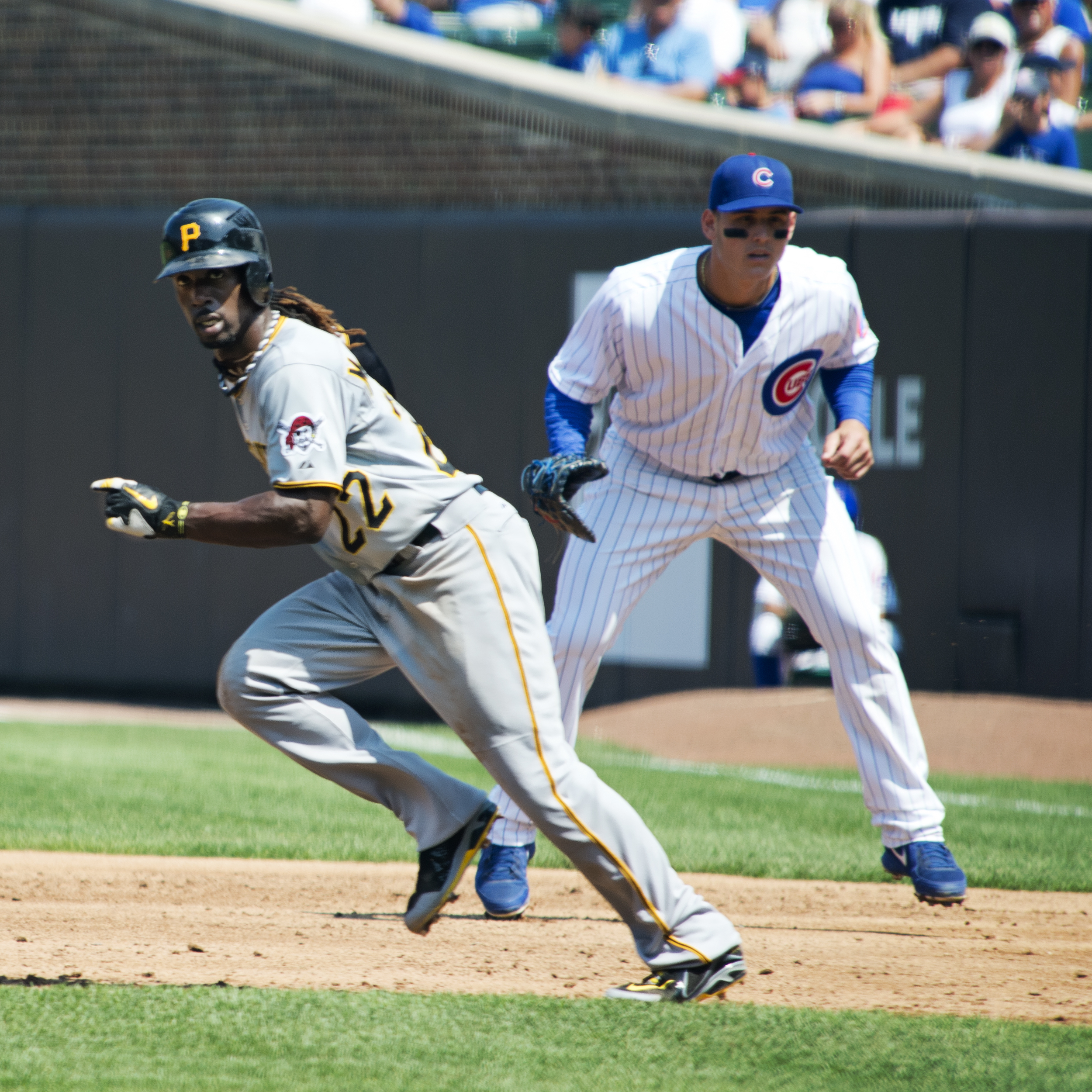
Rizzo (derecha) jugando en primera base para los Cachorros de Chicago en 2012

El 6 de enero de 2012, los Padres cambiaron a Rizzo y al lanzador abridor derecho Zach Cates a los Chicago Cubs, a cambio del lanzador abridor derecho Andrew Cashner y el jardinero Kyung-Min Na. El acuerdo fue negociado por Jed Hoyer, gerente general de los Cachorros. Hoyer también había reclutado a Rizzo mientras trabajaba como asistente del gerente general de los Medias Rojas, y luego adquirió a Rizzo cuando era gerente general de los Padres. Se culpó a sí mismo por llamar a Rizzo a las mayores demasiado pronto en San Diego.

#### 2012
Rizzo comenzó la temporada 2012 con los Triple-A Iowa Cubs. Volvió a sobresalir en las ligas menores con un promedio de bateo de .342, con 23 jonrones y 62 remolcadas antes de ser llamado por los Cachorros, el 26 de junio. Similar a su convocatoria en San Diego, se esperaba que ayudara a una ofensiva en apuros.
Se convirtió en el primer jugador en la historia de los Cachorros en lograr tres carreras impulsadas ganadoras en sus primeros cinco juegos con el equipo. Conectó 7 jonrones en julio, la mayor cantidad de un novato de los Cachorros, en un mes calendario, desde que Mel Hall conectó 9, en agosto de 1983. Ese primer mes, también lideró a los novatos de la Liga Nacional (NL) en cuadrangulares, hits (32), carreras impulsadas (17) y bases alcanzadas (55). Ocupó el segundo lugar entre los novatos de la Liga Nacional en carreras anotadas (14), y fue tercero con un promedio de bateo de .330, porcentaje de embasado de .375 y porcentaje de slugging de .567. Fue nombrado Novato del mes de julio de la liga.

#### 2013
El 12 de mayo de 2013, Rizzo acordó un contrato de 7 años y 41 millones de dólares. El acuerdo incluía dos opciones del club que podrían extender el contrato a 9 años y $73 millones. Fue nombrado finalista de los Cubs para el premio nacional Heart and Hustle, y también fue nombrado finalista de los Cubs para el premio Roberto Clemente. Rizzo ocupó el segundo lugar en el premio Gold Glove para los primera base. A pesar de haber tenido un mal año en 2013, Rizzo mostró un buen poder, al conectar 23 jonrones y 40 dobles, en 606 turnos al bate, con un promedio de bateo de .233.

#### 2014
Rizzo tuvo su quinto juego de varios jonrones el 30 de mayo, y el 6 de junio dio su segundo jonrón para dejar en el campo al rival (walk-off). Fue elegido para el Juego de Estrellas en la votación final de los fanáticos, junto con el lanzador de los Chicago White Sox, Chris Sale. A fines de julio, ganó por primera vez el Jugador de la Semana. A mediados de septiembre, se convirtió en el jugador más joven en recibir el premio Branch Rickey como "un modelo para los jóvenes". Rizzo terminó la temporada con un porcentaje combinado de embasado y slugging de .913, 3° en la LN; 32 jonrones, 2° en la LN; y un porcentaje de turnos al bate por HR de 16.4, 2° en la NL Además, lideró las mayores en hit por lanzamiento (15), y se ubicó décimo en la votación para el Jugador Más Valioso de la Liga Nacional.

#### 2015
Rizzo fue elegido en la boleta de los jugadores para el Equipo de Estrellas por segundo año consecutivo. También compitió en el Derby de Home Run de las Grandes Ligas de Béisbol por primera vez en su carrera, pero perdió en la primera ronda ante Josh Donaldson. Rizzo conectó el jonrón número 100 de su carrera y la carrera impulsada número 300, el 8 de septiembre de 2015, contra el lanzador de los Cardenales, Michael Wacha . Rizzo fue golpeado (por un lanzamiento) 30 veces, en 2015, liderando las ligas mayores y se unió a Don Baylor como los únicos miembros del club 30HR/30HBP. Rizzo terminó la temporada regular con un promedio de bateo de .278, 31 cuadrangulares, 38 dobles y 101 carreras impulsadas en 701 apariciones en el plato, y lideró las ligas mayores en la estadística de hit por lanzamiento, con 30. Ocupó el cuarto lugar en la votación de MVP de la Liga Nacional. Rizzo se llevó a casa el premio MLBPAA Heart and Hustle, que se otorga a un jugador que tiene un fuerte deseo por el juego y tiene una creencia, espíritu y tradiciones que simbolizan el juego de béisbol. Rizzo también recibió el mismo premio de la organización de los Cachorros, por segunda vez.

#### 2016
Rizzo fue titular en primera base en el Juego de Estrellas de 2016 y recibió la mayor cantidad de votos de los fanáticos en la Liga Nacional. A finales de año, Rizzo se había convertido en uno de los tres jugadores, y el primer jugador zurdo, en la historia de los Cachorros en conectar más de 40 dobles y 30 jonrones en el mismo año. Participó en 155 juegos con 583 turnos al bate y anotó 94 carreras. Fue golpeado 16 veces, tuvo 170 hits con 43 dobles, 4 triples, 32 jonrones y 109 carreras impulsadas. Terminó el año con un promedio de bateo de .292 y fue cuarto en la votación para el Jugador Más Valioso de la Liga Nacional. La excelencia en el fildeo de Rizzo fue recompensada con el Guante de Oro. Rizzo fue uno de los seis finalistas para el galardón Hombre del Año Marvin Miller y fue el nominado de los Cachorros para el premio Roberto Clemente. Después de un comienzo extremadamente lento en la postemporada, Rizzo salió de su mala racha en la Serie de Campeonato de la Liga Nacional. Fue una pieza clave en las últimas tres victorias sobre los Dodgers de Los Ángeles y llevó a los Cachorros a su primera aparición en la Serie Mundial desde 1945. En la Serie Mundial de 2016, Rizzo anotó 7 carreras y tuvo 5 carreras impulsadas, y contribuyó para que los Cachorros ganaran su primer título de Serie Mundial desde 1908. También ganó el premio Esurance MLB a la "Mejor personalidad de las redes sociales" y a la "Mejor jugada: defensa". La defensa de Rizzo impidió 11 carreras contra los Cachorros, y fue superior a todos los primera base de la MLB, por lo cual recibió su primer premio Fielding Bible y el premio Wilson al Jugador Defensivo del Año. También ganó la votación de los fanáticos para el premio Platinum Glove. Rizzo se llevó a casa dos premios más del año. Uno era el Silver Slugger. Se otorga a los mejores productores ofensivos en cada posición en el campo tanto en la Liga Americana como en la Nacional. Era la primera vez que Rizzo recibía el premio. El último fue el premio MLBPAA Cubs Heart and Hustle. Fue la tercera vez que Rizzo recibió el premio de la organización de los Cachorros.

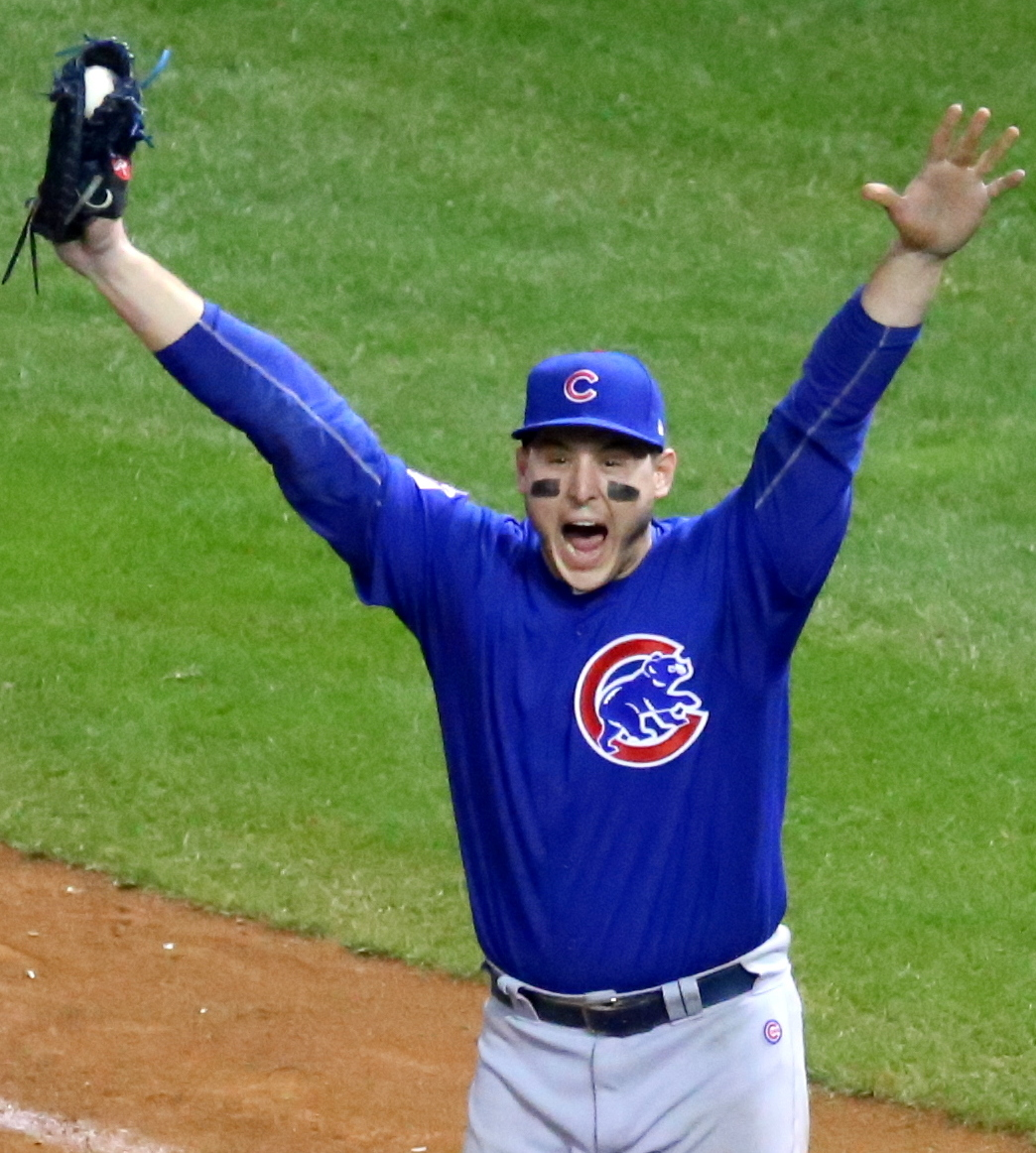
Rizzo celebra el out final de la Serie Mundial 2016

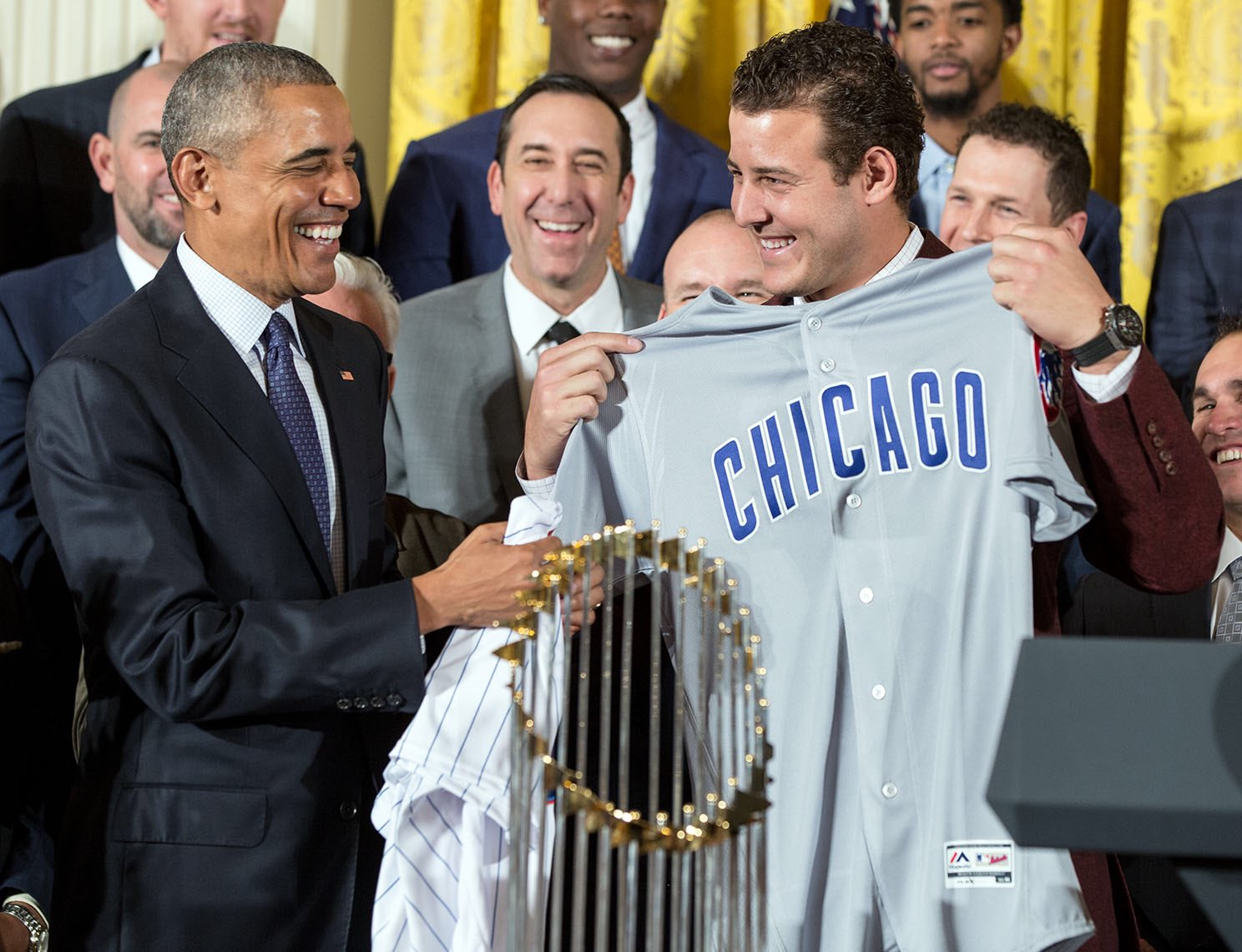
Rizzo le presenta al presidente Obama una camiseta de los Cachorros, en una visita a la Casa Blanca, el 16 de enero de 2017

Con los Cachorros en una mala racha ofensiva ycon un promedio de victorias de .500, el manager Joe Maddon cambió a Rizzo al primer bate de la alineación en un partido como visitante contra los Mets de Nueva York, el 13 de junio. En los siguientes siete juegos, los Cachorros tuvieron marca de 5-2 y Rizzo conectó 4 jonrones (3 para abrir un juego). Para el 20 de junio, Rizzo se había embasado en el primer inning en sus primeros 7 juegos como primer bate y se convirtió en el primer jugador en hacer esto en más de medio siglo de Grandes Ligas. Tuvo 12 hits en 28 turnos, con 10 carreras impulsadas y bateó .430 durante la racha. Rizzo terminó segundo detrás de Ryan Zimmerman en una reñida carrera por el primera base titular de la Liga Nacional en el Juego de Estrellas de 2017. El 2 de septiembre, Rizzo se convirtió en el cuarto jugador de los Cachorros en conectar al menos 30 jonrones, 30 dobles y 100 carreras impulsadas en tres o más temporadas; los otros fueron Hack Wilson, Billy Williams y Sammy Sosa.
Durante la temporada, bateó .273/.392/.507 con 32 jonrones y 109 carreras impulsadas. Lideró las mayores en hit por lanzamiento, con 24.
Rizzo tuvo una postemporada decepcionante. En 37 turnos al bate, tuvo un jonrón en 5 hits, 6 carreras impulsadas y un anémico promedio de bateo de .135. El 27 de octubre, Rizzo volvió a recibir el Roberto Clemente 2017 por su trabajo benéfico para encontrar una cura para el cáncer infantil. Sobre ganar el premio, Rizzo dijo: "Esto es asombroso. El mayor premio que puedes ganar. Irá al frente y al centro frente a cualquier cosa que haya hecho".

#### 2018
El 10 de abril de 2018, Rizzo fue colocado en la lista de lesionados por primera vez en su carrera en la MLB, debido a un problema en la espalda. Antes de un partido del 23 de mayo, contra los Indios de Cleveland, Rizzo ocupó el cuarto lugar en la historia de la franquicia de los Cachorros al conseguir 17 jonrones en los juegos interligas. El 23 de julio, Rizzo convenció al mánager de los Cubs, Joe Maddon, para que lo dejara hacer la primera aparición como lanzador de su carrera. Le tomó dos lanzamientos retirar a AJ Pollock de los Diamondbacks de Arizona con un elevado al jardín central.
Rizzo terminó su campaña de 2018 con un promedio al bate de.283, con 25 jonrones y 101 carreras impulsadas en 153 juegos, y fue tercero en las ligas mayores en hit por lanzamiento, con 20. Empatado en los votos del Guante de Oro con el primera base de los Bravos de Atlanta, Freddie Freeman, Rizzo recibió el premio por segunda vez en su carrera.

#### 2019
En 2019, Rizzo bateó .293/.405/.520 con 27 jonrones y 94 impulsadas. Lideró las ligas mayores en golpeados con 27. También recibió el tercer Guante de Oro de su carrera.

#### 2020
En la recortada temporada de 2020, Rizzo jugó en 58 juegos y terminó con una línea ofensiva de .222/.342/.414, 11 jonrones, 24 carreras impulsadas y 3 bases robadas. También recibió su cuarto Guante de Oro; el tercero consecutivo. Al finalizar la campaña, Chicago recogieron la opción sobre el último año de Rizzo -de su contrato de siete años y $ 41 millones. que le pagaría a Rizzo $ 16.5 millones para la temporada 2021. Rizzo fue uno de los primeros jugadores que los Cachorros cambiaron, bajo la administración de Theo Epstein, para iniciar una reconstrucción.

#### 2021
En 92 juegos para los Cachorros de Chicago, Rizzo bateó .248/.346/.446 con 14 cuadrangulares, 40 carreras impulsadas y 4 bases robadas. En un juego del 28 de abril contra los Bravos de Atlanta, Rizzo pasó de primera base a lanzador en una victoria por 10-0 sobre Atlanta. Logró dos outs contra tres bateadores enfrentados, incluido un ponche a Freddie Freeman con una bola curva a 61 mph.

### New York Yankees

#### 2021
El 29 de julio de 2021, Rizzo fue cambiado a los New York Yankees por Alexander Vizcaíno, Kevin Alcántara y dinero en efectivo.
Su primer partido con los Yankees fue el 30 de julio contra los Miami Marlins. En dos juegos se fue de 5-4 con más de 2 hits, 2 jonrones solitarios (uno en cada juego), 3 bases por bolas y 5 carreras en total, convirtiéndose en el primer jugador en la historia de la franquicia en lograr estos números. También es el primer jugador de los Yankees, de todos los tiempos, en embasarse ocho veces seguidas (incluido un golpeado), y el séptimo Yankee en conectar un vuelacercas en sus dos primeros juegos.
El 4 de agosto, Rizzo conectó un cuadrangular solitario contra los Baltimore Orioles, lo cual lo convirtió en el primer jugador en la historia del equipo en impulsar por lo menos una carrera en cada uno de sus primeros 6 juegos con los Yankees. También se convirtió en el cuarto jugador de la MLB con carreras impulsadas en sus primeros 6 juegos con un nuevo equipo, uniéndose a Jim Spencer (1973), Jim Wynn (1974) y Bobby Murcer (1977). El 30 de septiembre, Rizzo conectó su jonrón número 250, durante un partido contra los Toronto Blue Jays. Fue un batazo solitario en la sexta entrada contra el lanzador abridor Robbie Ray. Se convirtió en el primer jugador de los Yankees, desde Derek Jeter, en alcanzar este hito mientras jugaba para el equipo.

#### 2022
El 17 de marzo de 2022, los Yankees firmaron a Rizzo con un contrato de $ 32 millones por dos años.

## Carrera internacional
Como su familia es originaria de la ciudad siciliana de Ciminna, Rizzo eligió jugar para Italia en el Clásico Mundial de Béisbol 2013 antes de la temporada 2013 de la MLB.

## Vida personal

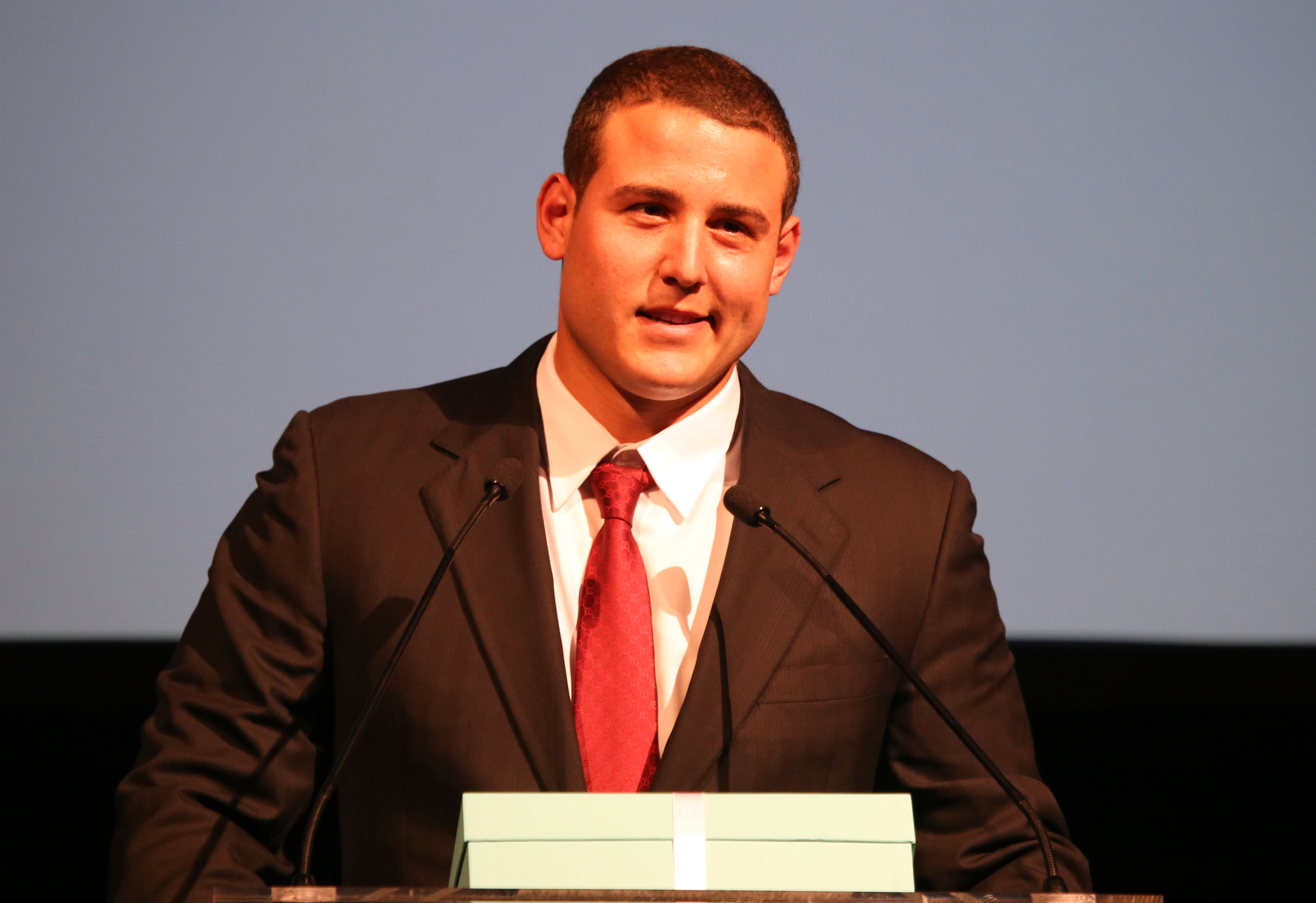
Rizzo acepta el premio Heart & Hustle en la cena 2015 MLBPAA Legends for Youth

Rizzo tiene un hermano mayor, John, que fue liniero del equipo de fútbol americano Florida Atlantic University.
A Rizzo se le diagnosticó linfoma de Hodgkin clásico, en estado limitado, en abril de 2008. Pasó por quimioterapia durante seis meses. Su abuela estaba luchando contra el cáncer de mama al mismo tiempo. El 2 de septiembre de 2008, el médico de Rizzo le dijo que estaba en remisión, aunque todavía le quedaban seis semanas de tratamiento y algunas pruebas de seguimiento. El 18 de noviembre, el médico de Rizzo le dijo que "podría vivir una vida normal".
Rizzo le propuso matrimonio a su novia, Emily Vakos, el 1° de junio de 2017. Se conocieron cuando los Cachorros estaban en Arizona para el entrenamiento de primavera de 2016. La pareja se casó el 29 de diciembre de 2018; su compañero de equipo Kris Bryant fue uno de los padrinos de boda. En el 2020, él y su esposa adoptaron un perro al que llamaron Kevin. Residen en Fort Lauderdale, Florida . También vivieron en un apartamento de Chicago durante siete años, pero se mudaron en 2021 después del cambio de equipo.
Rizzo eligió "Tony" como su apodo para el Players Weekend durante la temporada 2017. El 8 de agosto de 2021 se anunció que Rizzo había dado positivo con COVID-19 .
En 2024 anunció que será padre por primera vez.

## Trabajo caritativo
En 2012, se fundó la Fundación de la Familia Anthony Rizzo . Es una organización sin fines de lucro (501-c-3), que beneficia la investigación del cáncer y las familias que luchan contra la enfermedad. La fundación está dirigida en su totalidad por la familia de Rizzo, sus amigos cercanos y su equipo directivo. Rizzo proporciona supervisión y liderazgo. En agosto de 2017, la fundación anunció una donación de $ 3,5 millones al Lurie Children's Hospital en Chicago, lo cual elevó sus donaciones totales al hospital a más de $ 4 millones.
El 15 de febrero de 2018, Rizzo pronunció un emotivo discurso en la vigilia por las víctimas del tiroteo en la escuela en Parkland, Florida. Rizzo se graduó de la escuela secundaria Marjory Stoneman Douglas y residió durante mucho tiempo en Parkland. "Crecí en Stoneman Douglas [High School]", dijo un emocionado Rizzo. Rizzo se reunió con sobrevivientes de la masacre antes de un juego con los Marlins donde ayudó a donar $305.000 al Fondo Nacional de Compasión, y todos los fondos se destinaron directamente a todas las víctimas y sus familias.
El 15 de mayo de 2015, la Fundación de la Familia Anthony Rizzo organizó su 3° concurso anual de cocina contra el cáncer y recaudó más de $270.000. El 15 de noviembre de 2015, la Fundación de la Familia Anthony Rizzo organizó su 4° Marcha Anual contra el Cáncer y recaudó más de $200.000 para la investigación del cáncer pediátrico y brindar apoyo a los niños y sus familias. El 2 de junio de 2016, la Fundación de la Familia Anthony Rizzo organizó su 4.° concurso anual de cocina contra el cáncer y recaudó más de $630.000.
La quinta marcha anual contra el cáncer se llevó a cabo el domingo 11 de diciembre de 2016 y The Anthony Rizzo Foundation recaudó más de $500.000. El comisionado del condado de Broward, Michael Udine, proclamó el domingo como el Día de Anthony Rizzo. La antigua escuela secundaria de Rizzo retiró oficialmente su camiseta, la número 7. Rizzo y su fundación organizaron su sexta marcha anual contra el cáncer el 3 de diciembre de 2017 y recaudaron $960.000 para las familias que luchan contra el cáncer. Las ganancias netas del evento beneficiarán al Joe DiMaggio Children's Hospital, al Sylvester Comprehensive Cancer Center de la Universidad de Miami y otorgarán subvenciones a las familias que luchan contra el cáncer. La séptima Marcha Anual contra el Cáncer organizada por la Fundación de la Familia Anthony Rizzo recaudó $1.1 millones el 2 de diciembre de 2018. El dinero se destinó al Joe DiMaggio Children's Hospital, al Sylvester Comprehensive Cancer Center de la Universidad de Miami y a familias que luchan contra el cáncer.
El 27 de mayo de 2019, la Fundación de la Familia Anthony Rizzo organizó su séptima competencia anual de cocina para el cáncer y recaudó $1.8 millones para pacientes con cáncer y sus familias. El 24 de noviembre de 2019, la Fundación de la Familia Anthony Rizzo organizó su octava Marcha Anual contra el Cáncer y recaudó más de $1.35 millones. El 16 de enero de 2020, la Fundación de la Familia Anthony Rizzo recaudó cerca de $500.000 para ayudar a las familias que luchan contra el cáncer durante su sexto evento anual Laugh-Off for Cancer. En febrero de 2020, Rizzo donó $ 150.000 a la escuela secundaria Marjory Stoneman Douglas para ayudar a pagar las luces de la escuela para sus campos de béisbol y softbol. Su escuela secundaria inauguró el nuevo campo de béisbol que se conocerá como Anthony Rizzo Field. La Fundación de la Familia Anthony Rizzo organizó su novena marcha anual contra el cáncer, el 15 de noviembre de 2020 y recaudó más de $850.000.